# سنجاب پرنده سوماترا
سنجاب پرنده سوماترا (نام علمی: Hylopetes winstoni) نام یک گونه از سرده جنگل‌پر است.